# سرهنک محسن
سرهنک محسن (عربی: سرهنك محسن نادر؛ زادهٔ ۱ دسامبر ۱۹۸۶) یک بازیکن فوتبال اهل عراق است.
از باشگاه‌هایی که در آن بازی کرده‌است می‌توان به اربیل اشاره کرد.
وی همچنین در تیم ملی فوتبال تیم ملی فوتبال عراق بازی کرده است.